# Eklången
Eklången is een plaats in de gemeente Eskilstuna in het landschap Södermanland en de provincie Södermanlands län in Zweden. De plaats heeft 65 inwoners (2005) en een oppervlakte van 27 hectare.